# 女神宿舍的管理員。
《女神宿舍的管理員。》，是日野行望創作的後宮戀愛喜劇題材日本漫畫，開始連載於《月刊少年Ace》2018年2月號。內容講述無家可歸的中一少年南雲孝士在街頭上遊盪時獲女大學生接濟，為生計當上星間女子大學「女神宿舍」管理員的故事。改編電視動畫於2021年7月14日至9月15日期間播映，共10話，分無修正版本和修正版本（去除成人画面的版本）。

## 劇情概要
中學一年級的少年——南雲孝士，房子在火災中燒毀，父親亦失蹤。在街頭上遊盪時因過度飢餓而倒下，被女大學生和知米涅兒幫助。米涅兒在得知狀況後邀請孝士到女神宿舍當管理員。孝士欣然接受，就此展開了新的生活。

## 登場人物
南雲孝士（聲：山田美鈴）
本作男主角，初一生，因住家在火災中燒毀，父親亦失蹤，之後流浪於街頭，並於流浪時因過度飢餓而倒下，獲女大學生和知米涅兒相助，撿回女神宿舍，並為生計接受了該宿舍的管理員工作。為人正直，富責任感，不希望任何人和自己一樣體驗到流浪的生活，但具有幸運色狼的體質。料理技術一流，且因為在外流浪過的緣故，對於食材會物盡其用，一點一滴都不會浪費。
早乙女亞典娜（聲：七瀨彩夏）
本作女主角之一，大一生，有恐男症，在看到色情畫面或者被陌生男性觸碰時會狂噴鼻血；原先居住在其他宿舍，但在該宿舍撞見其他宿舍人員與男友發生性行為時而爆噴鼻血。之後搬到女神宿舍這間只有女生的宿舍。一開始反對南雲孝士成為管理員，並搬離女神寮，但在孝士因自己離開的因素而主動請辭管理員，並離開女神宿舍後，對他放心不下，最後同意南雲孝士成為該宿舍管理員。在孝士來到宿舍之後，因看不慣學姊們裸露隨意的生活方式，因此當起了宿舍風紀，並要求宿舍的學姊們禁止裸體。非常喜歡被孝士叫成姊姊，疑似為重度弟控。
和知米涅兒（聲：高橋智秋）
本作女主角之一，大四生，為女神宿舍臨時管理員，從南雲孝士當上正式管理員之後便離職，專心於實驗。由於經常發生有毒化學氣體不慎外漏的事件，故在學校有「人肉毒氣製造機」的外號。自稱學者，做實驗時會裸體，本人表示穿成那樣做實驗最自在，所以也懶得改正這項穿衣習慣，但在出來房間外面就會穿上正式的衣服。其本人的房間非常特殊，門口貼有生化危機的標誌，以及門鈴是消防警告的警告聲。個性大而化之，被看到裸體也不會害羞。
戰咲基麗耶（聲：村井理沙子）
本作女主角之一，大二生。家裡開武館，有哥哥和弟弟，為家中唯一的女生。升上大學後，看了人生第一本少女漫畫，便喜歡上少女漫畫。會幻想自己是書中的女主角，之後會非常害羞，並毫無自覺地破壞宿舍的牆壁和地板，恢復正常之後知道自己又弄壞物品時，會慎重道歉並賠償。精通格鬥技，喜歡找南雲孝士當練拳對象，因為南雲孝士讓她想起以前在家裡和弟弟玩耍的時光，但每次孝士都差點被她用格鬥技勒死。
芙蕾（聲：福山あさき）
本作女主角之一，大三生，「芙蕾」為網名而非本名。她是cosplayer，善於製作cosplay的衣物，喜歡找南雲孝士當試穿衣服的對象。弗蕾在街上看到喜歡的身材，就會不分男女，忍不住向對方撲上去量尺寸，或是強迫他人穿上自己製作的衣物，因此在學校有「人肉換裝狂」的外號。房間的特徵是門口外面堆滿一大堆書籍。個性跟米涅兒差不多，屬於大而化之被看到裸體也不會害羞的類型。
八月朔日賽勒涅（聲：夜道雪）
本作女主角之一，未知學年度學生。是一名白髮的面攤少女，似乎有嗜睡症的樣子。能使用月面科技修復任何東西，前提是要成為本人的僕從，並讓其親吻。總是處於飢餓狀態，所以對於任何好吃的食物沒有任何抵抗能力。
香爐野斯提雅（聲：南條ひかる）
本作女主角之一，初一生，南雲孝士的青梅竹馬。對南雲孝士有好感，得知南雲孝士家裡失火的時候非常擔心，但在孝士面前總會傲嬌並為難他，經常做出心口不一的行為，之後會後悔沒有講出心裡話。很怕熱，對溫度非常敏感，會喜歡上南雲孝士也是因為南雲孝士在幼稚園期間跑去摸冰塊摸到凍傷，就為了要和自己牽手一起玩遊戲。
因在乎南雲孝士的工作而前往女神宿舍，並在檢驗宿舍狀況之後，毅然決然成為管理員一職並和早乙女亞典娜共住一室，同時也批判早乙女亞典娜和戰咲基麗耶對南雲孝士的感情。

## 出版書籍
| 卷數 | KADOKAWA       | KADOKAWA               | 東立出版社     | 東立出版社             |
| 卷數 | 發售日期       | ISBN                   | 發售日期       | ISBN                   |
| ---- | -------------- | ---------------------- | -------------- | ---------------------- |
| 1    | 2018年6月25日  | ISBN 978-4-04-107050-5 | 2019年11月25日 | ISBN 978-957-26-3069-3 |
| 2    | 2018年12月25日 | ISBN 978-4-04-107727-6 | 2020年12月7日  | ISBN 978-957-26-3070-9 |
| 3    | 2019年4月26日  | ISBN 978-4-04-108137-2 |                |                        |
| 4    | 2019年10月26日 | ISBN 978-4-04-108698-8 |                |                        |
| 5    | 2020年5月26日  | ISBN 978-4-04-109450-1 |                |                        |
| 6    | 2021年1月26日  | ISBN 978-4-04-109451-8 |                |                        |
| 7    | 2021年6月25日  | ISBN 978-4-04-111483-4 |                |                        |
| 8    | 2021年12月25日 | ISBN 978-4-04-111827-6 |                |                        |
| 9    | 2022年8月26日  | ISBN 978-4-04-112634-9 |                |                        |

## 電視動畫
2020年5月26日，公布製作改編動畫的消息。2021年1月22日，公佈7名主要角色的聲優，以及主要製作人員陣容，動畫製作公司為asread。3月28日，在「AnimeJapan 2021」活動上公開前導視覺圖、第1部宣傳影片。7月8日，公開主視覺圖。

### 製作人員
- 原作：日野行望
- 導演：中重俊祐
- 系列構成：鈴木雅詞
- 角色設計：岡田萬衣子
- 色彩設定：福谷直樹
- 美術監督：德田俊之（Pulsard Design）
- 美術設定：泉寬
- 攝影監督：武原健二（Studio Twinkle）
- 剪輯：長坂智樹（J Film）
- 音響監督：名倉靖
- 音響效果：田中秀實
- 音樂：菊谷知樹
- 音響製作：樂音舍
- 音樂製作：KADOKAWA
- 動畫製作：asread
- 製作：女神寮[9]

### 主題曲
片頭曲「Naughty Love」（第1話－第9話，第10話用作片尾曲）
作詞、作曲、編曲：橘亮祐、，主唱：
片尾曲（第1話－第9話，第10話未使用）
作詞、作曲、編曲：塚田耕平，主唱：

### 各話列表
| 話數   | 日文標題               | 中文標題                 | 編劇     | 分鏡     | 演出                                                                   | 作畫監督                                     | 首播日期       |
| ------ | ---------------------- | ------------------------ | -------- | -------- | ---------------------------------------------------------------------- | -------------------------------------------- | -------------- |
| 第1話  |                        | 孝士成為管理員           | 鈴木雅詞 | 中重俊祐 | 中重俊祐                                                               | 小島智加、岡田萬衣子、佐野惠理、平山英嗣     | 2021年 7月14日 |
| 第1話  | 米涅兒和芙蕾是問題人物 |                          | 鈴木雅詞 | 中重俊祐 | 中重俊祐                                                               | 小島智加、岡田萬衣子、佐野惠理、平山英嗣     | 2021年 7月14日 |
| 第2話  |                        | 基麗耶和賽勒涅是問題人物 |          | 中重俊祐 | 松島弘明                                                               | 岸本誠司、、小林千鶴                         | 7月21日        |
| 第2話  | 亞典娜覺醒             |                          |          | 中重俊祐 | 松島弘明                                                               | 岸本誠司、、小林千鶴                         | 7月21日        |
| 第3話  |                        | 孝士陷入煩惱             | 大槻敦史 | 村山靖   | 阿形大輔、山村俊了                                                     | 7月28日                                      |                |
| 第3話  | 孝士重新上學           |                          | 大槻敦史 | 村山靖   | 阿形大輔、山村俊了                                                     | 7月28日                                      |                |
| 第4話  |                        | 青梅竹馬來到宿舍         | 葛谷直行 | 藤代和也 | 岡田萬衣子                                                             | 8月4日                                       |                |
| 第4話  | 孝士潛入女子大學       |                          | 葛谷直行 | 藤代和也 | 岡田萬衣子                                                             | 8月4日                                       |                |
| 第5話  |                        | 賽勒涅足不出戶           | 大平直樹 |          | 小山知洋                                                               | 8月11日                                      |                |
| 第5話  | 女神宿舍出發去旅行     |                          | 大平直樹 |          | 小山知洋                                                               | 8月11日                                      |                |
| 第6話  |                        | 斯提雅對海有所思         | 葛谷直行 | 藤代和也 | 千葉茂、阿形大輔                                                       | 8月18日                                      |                |
| 第6話  | 孝士COSPLAY出道        |                          | 葛谷直行 | 藤代和也 | 千葉茂、阿形大輔                                                       | 8月18日                                      |                |
| 第7話  |                        | 星間女子大學校慶         | 鈴木雅詞 | 小野學   | 松島弘明                                                               | 川村裕哉、春川彩子、WHITE LINE、Spring river | 8月25日        |
| 第8話  |                        | 基麗耶的聖誕願望         |          | 大槻敦史 |                                                                        | 松本勝次、李少雷、鳥山冬美、松下清志         | 9月1日         |
| 第9話  |                        | 斯提雅於暖桌有所思       | 葛谷直行 | 飯村正之 | Kim Seok Yung、杉本幸子、北條直明、鵜池一馬 岩崎亮、園田大勢、川村敏江 | 9月8日                                       |                |
| 第9話  | 孝士挑戰大掃除         |                          | 葛谷直行 | 飯村正之 | Kim Seok Yung、杉本幸子、北條直明、鵜池一馬 岩崎亮、園田大勢、川村敏江 | 9月8日                                       |                |
| 第10話 |                        | 女神宿舍的女神們         | 鈴木雅詞 | 中重俊祐 | 中重俊祐                                                               | 平山英嗣、小山知洋、佐野惠理、岡田萬衣子     | 9月15日        |

### 播放平台
日本深夜動畫：下文記載的日本国内播放時間使用日本標準時間（UTC+9）表示。因為部分時間标识會採用30小时制，因此請留意这类超过24:00的时间，其實際播放時間為翌日清晨。
| 播放日期               | 播放時間（UTC+9）    | 播放電視台 | 播放地區 | 備註                        |
| ---------------------- | -------------------- | ---------- | -------- | --------------------------- |
| 2021年7月14日－9月15日 | 星期三 23:30 - 24:00 | AT-X       | 日本全國 | 無修正版 / 衛星電視，有重播 |
| 2021年7月14日－9月15日 | 星期三 25:05 - 25:35 | TOKYO MX   | 東京都   | 修正版                      |
| 2021年7月14日－9月15日 | 星期三 25:05 - 25:35 | KBS京都    | 京都府   | 修正版                      |
| 2021年7月14日－9月15日 | 星期三 25:30 - 26:00 | SUN電視台  | 兵庫縣   | 修正版                      |
| 2021年7月15日－9月16日 | 星期四 24:30 - 25:00 | BS11       | 日本全國 | 修正版 / 衛星電視           |

臺灣巴哈姆特動畫瘋有引進本作，亦設「健全版」（同修正版）和「年齡限制版」（同無修正版）。bilibili也同時引進了本作的修正版，稱為「安全版」並與日本同步播出，僅限港澳台。

### BD
| 卷數 | 發售日期       | 收錄話數      | 規格編號  |
| ---- | -------------- | ------------- | --------- |
| 1    | 2021年10月27日 | 第1話－第5話  | KAXA-8201 |
| 2    | 2021年11月26日 | 第6話－第10話 | KAXA-8202 |

## 外部連結
- 漫畫官方網站 - 月刊少年Ace（日語）
- 漫畫官方網站 - ComicWalker（日語）
- 電視動畫官方網站（日語）
- 電視動畫的X（前Twitter）（日語）